# Ernst Klapp (Landrat)
Ernst August Bernhard Hermann Klapp (* 23. Februar 1875 in Rößel im Ermland; † 22. Januar 1955 in Wiesbaden) war ein deutscher Jurist und Landrat.

## Leben
Ernst Klapp war ein Sohn des Landrats Richard Klapp (1841–1908) und dessen Ehefrau Anna Stoecker (* 1843) und absolvierte nach dem Abitur am Gymnasium Frankfurt/Oder im Jahre 1893 ein Studium der Rechts- und Kameralwissenschaften an den Universitäten in Tübingen, Bonn und Berlin. Er leistete Militärdienst als Einjährig-Freiwilliger beim  Feldartillerie-Regiment Generalfeldzeugmeister Nr. 18, wo er zuletzt Hauptmann war.
Im Dezember 1896 legte er die erste juristische Staatsprüfung ab, wurde als Gerichtsreferendar vereidigt und machte das Referendariat bei verschiedenen Gerichten, zuletzt beim Landgericht Frankfurt a. d. Oder bzw. bei der dortigen Staatsanwaltschaft. 
Im März 1900 folgte die Übernahme in die Staatsverwaltung als Regierungsreferendar bei der Bezirksregierung Frankfurt/Oder. 
Am 29. März 1903 legte er die Große juristische Staatsprüfung ab, wurde Regierungsassessor und Hilfsarbeiter beim Kreis Karthaus in Westpreußen. Zum 1. September 1904 wechselte er in gleicher Funktion zum Kreis Lyck in Ostpreußen. Im Juni 1905 wurde er zum Kommunaldezernat bei der Bezirksregierung Gumbinnen versetzt. 
Zunächst am 5. Oktober 1906 mit der kommissarischen Verwaltung des Landratsamtes in Korbach beauftragt, folgte am 23. Juni 1907 die definitive Ernennung zum Landrat im Kreis des Eisenbergs  in Korbach.
Wegen Dienstunfähigkeit brauchte er keinen Kriegsdienst zu leisten und blieb bis zu seiner Versetzung in den Ruhestand zum 1. August 1936 im Amt. 
Vom 1. September 1939 bis zum 30. November 1940 war er Vertreter seines Amtsnachfolgers Gert Kloeppel, der zur Wehrmacht einberufen worden war. 